# مایکل پورتر
مایکل پورتر (انگلیسی: Michael Porter؛ زادهٔ ۲۳ مهٔ ۱۹۴۷) یک اقتصاددان اهل ایالات متحده آمریکا است. وی ملقب به پیامبر برنامه ریزان راهبردی (استراتژیک) می‌باشد. مایکل پورتر مدرک کارشناسی ارشد خود را از دانشگاه هاروارد در رشته مدیریت و مدرک دکترای خود را در رشته اقتصاد کسب و کار از همین دانشگاه اخذ نموده‌است. وی جزو چهار فردی می‌باشد که در صد سال گذشته توانسته‌اند در دوران جوانی استاد دانشگاه هاروارد شوند.
لازم به ذکر است که هری ایگور آنسوف ( به روسی : Игорь Ансов ؛ زاده ۱۲ دسامبر ۱۹۱۸ - ۱۴ ژوئیه ۲۰۰۲) ریاضیدان کاربردی و مدیر بازرگانی روسی آمریکایی بود، که او به عنوان پدر مدیریت استراتژیک و استراتژی سازمانی شناخته می شود .[1]
ایگور آنسوف هم‌چنین بر اهمیت مزیت رقابتی تأکید می‌کرد و آن را ستون استراتژی می‌دانست. این دیدگاه بعدها در قالب دو المان S و W در ماتریس SWOT منعکس شد و پورتر هم، پس از این‌که پنج نیروی رقابتی و بحث زنجیره ارزش خود را مطرح کرد نقش مهمی در توسعه و ترویج این مفاهیم ایفا کرد.[1]
در حوزه اقتصاد و مدیریت، تا کنون کسی موفق نشده‌است که به اندازه پورتر کار تحقیقاتی و علمی انجام دهد. مایکل پورتر تا کنون ۱۹ کتاب و ۱۳۵ مقاله در زمینه رقابت و استراتژی نوشته‌است و در کل بیش از ۲۷۰ هزار بار به مقالات وی ارجاع شده‌است. اولین کتاب او به نام استراتژی رقابتی (competitive strategy) در سال ۱۹۸۰ منتشر گردیده‌است که تا کنون بیش از ۶۰ بار تجدید چاپ شده و به بیش از ۲۰ زبان دنیا نیز ترجمه شده‌است. مایکل پورتر توانسته‌است ارتباطی بین استراتژی، کسب و کار و اقتصاد ایجاد کند. او در یکی از مصاحبه‌های خود توضیح می‌دهد که به دلیل علاقه زیادی که به ورزش و رقابت داشته‌است و همیشه این مفاهیم دارای جایگاهی خاصی در ذهن او بوده‌اند و این مفهوم را وارد نظریه‌های مدیریت و کسب و کار کرده‌است.
پورتر در کنار تحقیقات، نوشتن و تدریسش، به عنوان مشاور یک کسب و کار فعالیت می‌کند. او به عنوان مشاوره برای بسیاری از شرکت‌های ایالات متحده و شرکت‌های بین‌المللی از جمله کاترپیلار، پروکارت و گمبل و … خدمت کرده‌است.

## بررسی تئوری مزیت رقابتی مایکل پورتر
پورتر به عنوان یک مشاور مدیریت اعتقاد داشت که تنها ۴ عامل اصلی و ۲ عامل فرعی به افزایش رقابت در شرکت‌ها و صنایع مختلف کمک می‌کنند. در ادامه این ۶ عامل معرفی خواهند شد:

### شرایط اولیه تولید (برخورداری از عوامل یا منابع اولیه مورد نیاز برای تولید)
یکی از فاکتورهایی که زمینه‌ساز موفقیت کشور در تجارت بین‌الملل، داشتن منابع اولیه کافی است. پورتر این فاکتور را به دو دسته کلی تقسیم کرد:
- عامل‌های پایه: این عوامل که قابلیت تغییر نیز ندارند، شامل عواملی مانند آب و هوا، موقعیت مکانی، منابع طبیعی و غیره می‌شود.
- عامل‌های پیشرفته: این عامل بر خلاف گزینهٔ قبلی با سرمایه‌گذاری، قابل ارتقا است و از عواملی مانند زیرساخت‌های مناسب، نیروی متخصص، امکانات پژوهشی و دانش آکادمیک نشات می‌گیرد.

پورتر عوامل پیشرفته را یکی از مهم‌ترین معیارها برای موفقیت در مزیت رقابتی می‌دانست. این عوامل با سرمایه‌گذاری قابل ارتقا هستند و با سرمایه‌گذاری دولت در بخش‌های آموزشی، بهبود مهارت‌های مردمی و افزایش سطح دانش جامعه و تشویق عموم به تحقیقات در زمینه‌های مختلف می‌تواند باعث رسیدن به مقصود شود.

### میزان تقاضای داخلی
یکی دیگر از فاکتورهایی که توسط پورتر مطرح شد، شرایط تقاضای داخلی است. شرکت‌ها بیشترین تأثیر را از مشتریان نزدیک خود احساس خواهند کرد؛ بنابراین تقاضای داخلی سهم چشمگیری در عملکرد شرکت در خارج از مرزها دارد. این مشاور مدیریت تقاضای داخلی را نیز به دو دسته تقسیم‌بندی می‌کند:
- کمیت تقاضا: به عقیده پورتر جمعیت بالای یک کشور می‌تواند به تقاضای بیشتر در داخل کشور منتهی شود. در این صورت کسب وکارها نیز می‌توانند سود بیشتری کسب کنند و رشد بیشتری نیز تجربه نمایند. در نهایت شرکت به راحتی می‌تواند وارد تجارت خارجی شود. برای مثال کشور چین با جمعیت بالا، دارای کمیت تقاضای زیادی است. این میزان تقاضا سبب تولیداتی با مقیاس بالا شده و عملاً شرایط رشد تجارت فراهم می‌شود.
- کیفیت تقاضا: پورتر کیفیت تقاضا را نیز بسیار مهم می‌پنداشت. به عنوان مثال شاید در کشوری مانند هند میزان تقاضا بالا باشد، اما آیا در همین کشور کیفیت تقاضا نیز بالاست؟ وی معتقد بود که وجود کیفیت تقاضای بالا در کشورها می‌تواند شرکت‌ها را به داشتن یک محصول با کیفیت الزام کند که این مسئله یک مزیت رقابتی برای کشورها در بازرگانی بین‌المللی ایجاد می‌کند؛ مثلاً کیفیت تقاضا در بین مشتریان اروپای غربی بسیار بالاست. به همین جهت تولیدکنندگان باید محصولات خود را باکیفیت بالا عرضه و روانه بازار کنند تا در داخل کشور مورد توجه قرار بگیرد. طبیعتاً این محصول باکیفیت در سایر کشورها نیز می‌تواند محبوبیت زیادی پیدا کند.

### وجود صنایع حمایتی و پشتیبان
پورتر به عنوان مشاور مدیریت سومین معیار در ایجاد مزیت برای رقابت را وجود صنایع مرتبط و پشتیبان معرفی کرد. از اجزای مهم هر کسب و کاری شرکای تجاری هستند که بر تجارت تأثیر بسزایی می‌گذارند. در صورتی که صنایع پشتیبان بتوانند کیفیت بالایی را ایجاد کنند، رسیدن به موفقیت در بازارهای جهانی در دسترس خواهد بود.

### استراتژی، زیربنا و رقابت
آخرین عامل اصلی در تئوری مزیت رقابتی پورتر، استراتژی، ساختار و ایجاد رقابت در شرکتهای داخلی است. در صورتی که یک تولیدکننده استراتژی‌های توسعه‌ای و ساختار مناسبی داشته باشد، می‌تواند به موفقیت در بازارهای بین‌المللی امیدوار باشد. توان هر تجارتی در استفاده از فرصت‌ها برابر نخواهد بود. یکی از عوامل مهم در بالا بردن توان شرکت‌ها، سطح رقابت در بازار داخلی کشور است. رقابت در بازار داخلی منجر به افزایش توان تجارت می‌شود. همچنین تجارتی که رقابت را در بازار داخلی پیروز شود، در بازار خارجی نیز موفق خواهد بود.

### دولت
علاوه بر ۴ عامل یاد شده، پورتر دولت را نیز به عنوان معیاری برای کسب موفقیت در این تئوری در نظر داشت. دولت با وضع سیاست‌های مالی، قوانین و مقررات مالیاتی، قوانین صادرات و واردات، نرخ ارز، حجم پول و نرخ بهره، میزان تورم، توافق‌های رسمی و غیررسمی مقامات سیاسی، برقراری روابط سیاسی تجاری یا قطع روابط اقتصادی تجاری با کشورهای مختلف و بسیاری از عوامل دیگر می‌تواند تأثیر بسزایی در رقابت بین بنگاه‌ها و صنایع ایجاد کند.

### حوادث غیرقابل پیش‌بینی
تئوری پورتر، مشاور مدیریت سرشناس دنیا، حوادث غیرقابل پیش‌بینی را نیز جزو عوامل تأثیر گذار قلمداد کرده‌است. جنگ، تحریم‌های اقتصادی، شوک نفتی، بحران‌های اقتصادی یا سیاسی و تغییر در فناوری می‌توانند تأثیر زیادی در بازرگانی بین‌الملل بگذارند.

## آشنایی با برخی نظریات مایکل پورتر
- مدل پنج نیرو: این پنج نیرو عبارت اند از نیروی رقابتی، نیروی مشتریان، نیروی تامین کنندگان، نیروی جانشینی و نیروی ورود رقبای جدید.
- استراتژی‌های عمومی: این استراتژی‌ها به سازمان این امکان را می‌دهند که از سه مبنای متفاوت مزیت‌های رقابتی استفاده کنند. یا از طریق رهبری هزینه ای (افزایش کارایی و کاهش هزینه ها به نسبت رقبا)، یا از طریق اضافه کردن ویژگی های خاص به محصول به گونه ای که آن را از تولیدات رقبا متمایز کند و یا از طریق تمرکز روی بخش خاصی از بازار.
- مدل الماس: برای تشریح رقابت در سطح بین‌المللی مورد استفاده قرار می‌گیرد.
- زنجیره ارزش: به مجموعه عملیاتی اشاره دارد که در یک صنعت به صورت زنجیروار صورت می‌گیرد تا به خلق ارزش منتهی شود.
- گروه‌های استراتژیک: بیان‌کننده این موضوع است که تمامی فعالان در یک صنعت خاص لزوماً رقیب یکدیگر محسوب نمی‌شوند، بلکه با توجه به عوامل متفاوتی باید آن‌ها را در گروه‌های طبقه‌بندی نمود و بر حسب هر گروه استراتژی رقابتی را اتخاذ کرد.[۱]